# Epitrimerus subacromius
Epitrimerus subacromius är en spindeldjursart som beskrevs av Roivainen 1947. Epitrimerus subacromius ingår i släktet Epitrimerus, och familjen Eriophyidae. Arten är reproducerande i Sverige.